# Babyboom (Nederlands televisieprogramma)
Babyboom is een Nederlands televisieprogramma van de NCRV gepresenteerd door Caroline Tensen.
In dit televisieprogramma, uitgezonden in de jaren 2007-2013, worden honderd stellen negen maanden lang gevolgd tot ze een kind krijgen. Daarnaast wordt in het programma gepraat over triviale weetjes van de zwangerschap. In de zomer van 2008 werd bovendien een reeks van zes afleveringen uitgezonden onder de titel Babyboom: het vervolg, waarin Tensen enkele stellen opnieuw bezocht. Op 13 juli 2011 werd verder een rechtstreekse speciale uitzending Babyboom in Afrika uitgezonden en ook op 20 juni 2012 was een rechtstreekse uitzending aan zwangerschap in Afrika gewijd.
Na een aanvankelijk kritische ontvangst in de Nederlandse media heeft het programma volgens diverse patiëntenverenigingen wel een bijdrage geleverd aan het begrip voor onvrijwillige kinderloosheid en medische behandelingen bij zwangerschap.
Het programma kwam mede tot stand dankzij een subsidie van het ministerie van WVC.

## Serieoverzicht
| Seizoen   | Aantal afl. | Uitzenddata                        |
| --------- | ----------- | ---------------------------------- |
| Seizoen 1 | 10          | 18 oktober 2007 – 20 december 2007 |
| Seizoen 2 | 8           | 18 mei 2011 – 6 juli 2011          |
| Seizoen 3 | 4           | 5 juli 2012 – 26 juli 2012         |
| Seizoen 4 | 8           | 4 april 2013 – 30 mei 2013         |